# (2526) Alisary
(2526) Alisary (1979 KX) – planetoida z pasa głównego asteroid okrążająca Słońce w ciągu 5,56 lat w średniej odległości 3,14 j.a. Odkryta 19 maja 1979 roku.